# Lacanobia canadensis
Lacanobia canadensis är en fjärilsart som beskrevs av Smith 1887. Lacanobia canadensis ingår i släktet Lacanobia och familjen nattflyn. Inga underarter finns listade i Catalogue of Life.